# Rémi Lamerat
Pour les articles homonymes, voir Rémi.

a Compétitions nationales et continentales officielles uniquement.

b Matchs officiels uniquement.
Dernière mise à jour le 2 septembre 2023.
Rémi Lamerat, né le 14 janvier 1990, est un joueur international français de rugby à XV évoluant au poste de centre. Formé au Stade toulousain, il ne s'impose pas et quitte le club pour rejoindre le Castres olympique afin d'avoir plus de temps de jeu tout en restant au sein de l'élite du rugby hexagonal. Il rejoint ensuite l'ASM Clermont Auvergne puis l'Union Bordeaux Bègles où il termine sa carrière.
Il remporte le Championnat de France en 2013 avec le Castres olympique et en 2017 avec l'ASM Clermont Auvergne. Il gagne aussi le Challenge européen en 2019 avec Clermont.

## Biographie
Repéré par Robert Labatut, le jeune Rémi Lamerat arrive à Toulouse en 2005 en provenance de Sainte-Foy-la-Grande à l'âge de quinze ans. Bien aidé par son gabarit, sa tonicité et sa capacité à percer les défenses adverses, il gravit tous les échelons aussi bien en club qu'en équipe nationale : il obtient ainsi des sélections nationales dans toutes les catégories d'âge. En club, il est surclassé, passant ainsi des Crabos B aux Espoirs en 2008.
Pressenti pour intégrer le groupe professionnel du Stade toulousain lors des blessures simultanées de Clément Poitrenaud puis de Vincent Clerc, il se blesse finalement. À la fin de la saison 2007-2008 il est appelé à intégrer le Pôle National de Marcoussis en vue de la saison 2008-2009. C'est donc en 2009 qu'il fait ses premiers pas avec l'équipe première du Stade toulousain en Top 14, Guy Novès n'hésitant pas à le faire revenir de Marcoussis pour jouer avec l'équipe première. En mai 2009, il signe son premier contrat professionnel d'une durée de trois saisons avec le club à seulement 19 ans.
Cependant, souvent blessé, il ne participe qu'à moins d'une vingtaine de matches en trois saisons avec l'équipe première du Stade toulousain.
Souhaitant plus de temps de jeu, Rémi Lamerat rejoint le Castres olympique à l'orée de la saison 2011-2012. Deux grosses blessures gâchent ses deux premières saisons et il n'arrive pas à détrôner le duo Romain Cabannes-Seremaia Bai. Toujours blessé, il rate la finale victorieuse du Top 14 en 2013 contre le RC Toulon.
Enfin épargné par les blessures lors de la saison 2013-2014, Rémi Lamerat joue plus en une saison (24 matchs) qu'au cours de toutes ses saisons professionnelles précédentes. En novembre 2013, il est sélectionné dans l'équipe des Barbarians français pour affronter les Samoa au Stade Marcel-Michelin de Clermont-Ferrand. Il participe aux phases finales en 2014 jusqu'à la finale perdue contre Toulon. Ponctuant cette bonne saison, il devient international français malgré la concurrence au poste.
La saison suivante est difficile pour Castres. Lamerat est très affecté par les nombreuses contre-performances de son équipe alors qu'il est un des rares joueurs épargnés par les blessures — avec le troisième ligne sud-africain Jannie Bornman et l'ailier Rémy Grosso — et évoluant régulièrement à un haut niveau[réf. nécessaire].

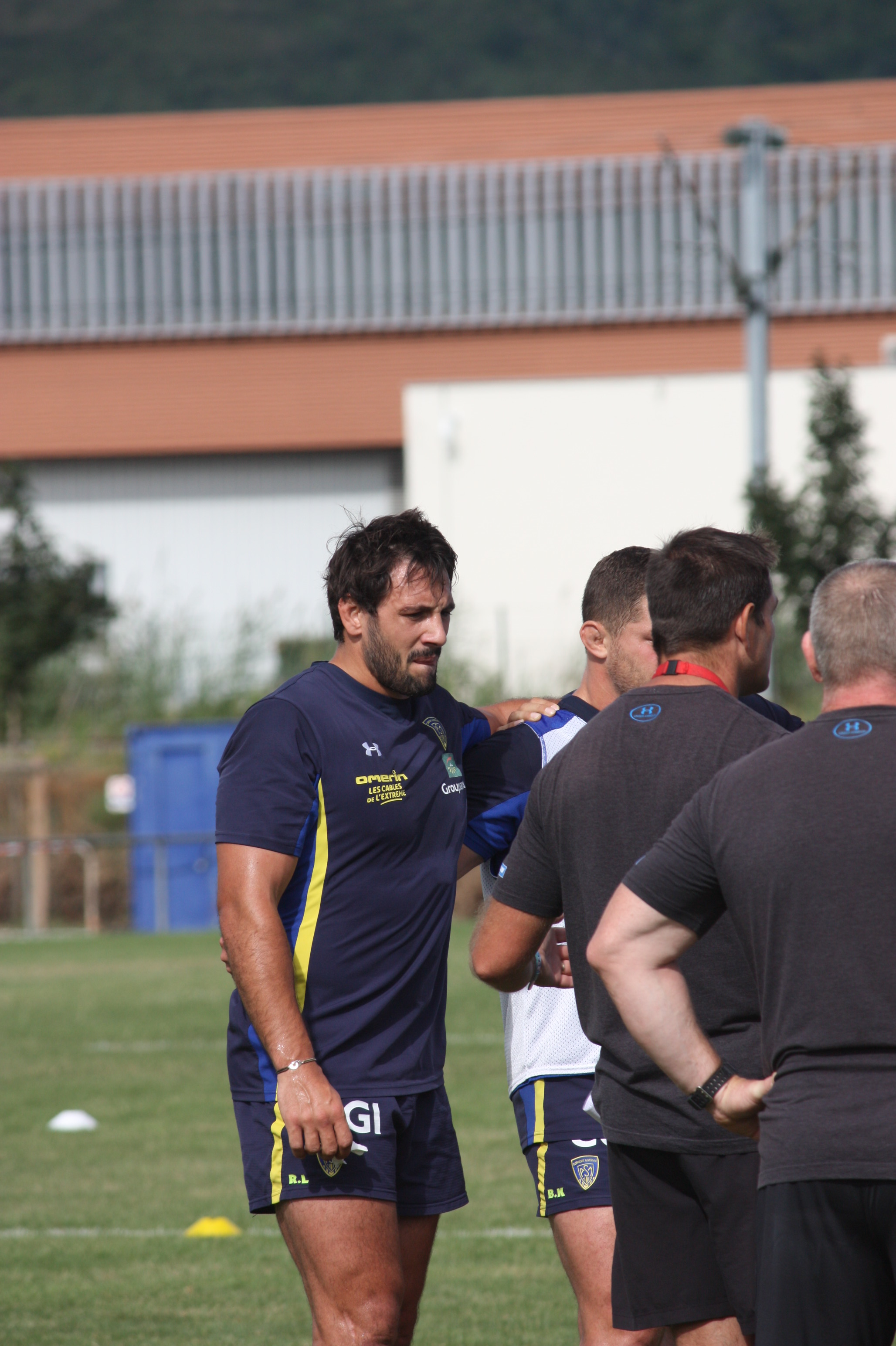
Rémi Lamerat à l'entraînement avec l'ASM Clermont Auvergne.

Pré-sélectionné pour le Mondial 2015, il fait toute la préparation mais n'est finalement pas retenu dans les 31 par le sélectionneur Philippe Saint-André. Et il n'est pas non plus rappelé après la blessure de Yoann Huget, l'ailier titulaire du XV de France. C'est son coéquipier du Castres olympique, Rémy Grosso, un véritable ailier finisseur, qui est appelé en renfort.
En fin de contrat au Castres olympique en juin 2016, il annonce dès novembre 2015, qu'il va rejoindre en fin de saison l'ASM Clermont Auvergne pour trois ans, pour pallier le départ de Jonathan Davies .
Lors de la tournée estivale du XV de France en Argentine en 2016, il est appelé par Guy Novès après le barrage de Top 14 perdu par son club. Il participe au deuxième match face aux Pumas, remporté 27 à 0 par la France, match au cours duquel il marque un essai.
Au cours de sa première saison à Clermont, il devient rapidement titulaire aux côtés de Wesley Fofana. Leur entente au centre leur permet notamment d'être titularisés ensemble lors des trois test match de novembre contre les Samoa, l'Australie et la Nouvelle-Zélande. Malgré la grave blessure de son coéquipier, il reste titulaire lors de l'ensemble des matchs du tournoi des Six Nations 2017, associé à Gaël Fickou. Il marque un essai lors de la dernière journée, contre le Pays de Galles.
Après un an d'absence, et malgré le changement de sélectionneur, il retrouve son statut de titulaire dans le Tournoi des Six Nations. Toutefois, il est écarté du groupe après le second match perdu contre l'Ecosse, au sortir duquel quelques joueurs ont trop fait la fête à Edimbourg.
En 2019, Rémi Lamerat s'engage avec l'Union Bordeaux Bègles.

## Palmarès
- Stade toulousain
  - Vainqueur du Challenge Gauderman en 2007
  - Vainqueur du Championnat de France en 2011

- Castres olympique
  - Vainqueur du Challenge Armand Vaquerin en 2011 et 2012
  - Vainqueur du Championnat de France en 2013
  - Finaliste du Championnat de France en 2014

- ASM Clermont Auvergne
  - Finaliste de la Coupe d'Europe en 2017
  - Vainqueur du Championnat de France en 2017
  - Finaliste du Championnat de France en 2019
  - Vainqueur du Challenge européen en 2019

## Statistiques
Rémi Lamerat compte 19 sélections en équipe de France de 2014 à 2018, pour deux essais marqués, soit dix points. Il a honoré la première de celles-ci le 7 juin 2014 contre l'Australie.
Il a pris part à deux éditions du Tournoi des Six Nations, en 2015 où il dispute trois rencontres et 2017, où il est titulaire durant toute la compétition.
| Essai | Adversaire     | Lieu                             | Stade                        | Compétition             | Date         | Résultat | Score |
| ----- | -------------- | -------------------------------- | ---------------------------- | ----------------------- | ------------ | -------- | ----- |
| 1     | Argentine      | San Miguel de Tucumán, Argentine | Stade Monumental José Fierro | Test match              | 25 juin 2016 | Victoire | 27-0  |
| 2     | Pays de Galles | Paris, France                    | Stade de France              | Tournoi des Six Nations | 18 mars 2017 | Victoire | 20-18 |

### Distinction personnelle
- Nuit du rugby 2014 : Révélation de la saison 2013-2014